# بالاباک
بالاباک (به لاتین: Balabac, Palawan) یک شهر در فیلیپین است که در پالاوان واقع شده‌است.

## خصوصیات
بالاباک ۵۸۱٫۶۰ کیلومترمربع مساحت و ۳۵٬۷۵۸ نفر جمعیت دارد.